# Kolostrynina
Kolostrynina Colostrinin (występująca również pod nazwami CLN, proline-rich polypeptides oraz PRP) to naturalnie występująca, uzyskiwana z siary (colostrum), mieszanina bogatych w prolinę polipeptydów. Kolostrynina przeznaczona do spożycia przez ludzi, produkowana jest z siary krów przez brytyjską spółkę ReGen Therapeutics Plc oraz przez polską spółkę Geo-Poland.

## Pierwsze prace na temat kolostryniny
Kolostrynina została odkryta w latach siedemdziesiątych dwudziestego wieku przez naukowców pracujących w Instytucie Immunologii Terapii Doświadczalnej PAN we Wrocławiu. Kolostryninę uzyskuje się z siary, wydzieliny gruczołów mlecznych w trakcie kilku pierwszych dni po porodzie przed rozpoczęciem produkcji mleka właściwego. Substancja ta znana jest również jako „bogaty w prolinę kompleks polipeptydów” (proline-rich polypeptides) ze względu na fakt, że analiza sekwencji peptydów obecnych w mieszaninie ujawnia niezwykle wysoki udział pozostałości tego aminokwasu. Skład kolostryniny pochodzącej z siary mleka ludzkiego, mleka owiec i krów jest bardzo do siebie zbliżony. Początkowo, w wyniku badań in-vitro i badań na zwierzętach, stwierdzono, że kolostrynina jest substancją stymulującą odpowiedź immunologiczną organizmu. Takie działanie immunomodulacyjne może być ważne w leczeniu wielu chorób, jako że jest ono zbieżne z dobroczynnym działaniem siary wspomagającym rozwój systemu immunologicznego nowo narodzonych ssaków.

## Otrzymywanie i synteza
Przemysłowe otrzymywanie kolostryniny jest w zasadzie dwuetapowe. W pierwszym są wytrącane z siary za pomocą alkoholi niepotrzebne białka, głównie kazeina i immunoglobuliny z równoczesną dysocjacją peptydów aktywnych od immunoglobulin, z którymi występują w kompleksie. W drugim etapie z otrzymanego płynu, w określonym pH, wytrąca się aktywne białka prostym sposobem wysalania. Osad po pozbyciu się soli stanowi czystą kolostryninę.
Chemiczny skład kolostryniny nie został w pełni określony. Początkowo, zakładano, że składa się ona z pojedynczego białka o ciężarze cząsteczkowym ok. 17 – 18 kDa. Jednak następne badania wykazały, że kolostrynina w zasadniczym zakresie składa się z mieszaniny co najmniej 32 peptydów o ciężarze od 0,5 do 3 kDa. Wydaje się, że większość peptydów pochodzi z procesów proteolizy białek mleka β-kazeiny oraz homologu β-kazeiny. Nie ustalono czy niepeptydowe składniki mieszaniny przyczyniają się do biologicznej aktywności kolostryniny. Tym niemniej, wydaje się, że biologiczna aktywność kolostryniny wynika z więcej niż jednego składnika, ponieważ efektów jej działania nie udaje się w pełni odtworzyć przy użyciu żadnego z do tej pory badanych peptydów.

## Korzyści zdrowotne
Preparaty z siary bydlęcej bogate w PRP wykazały potencjalną skuteczność w walce z szeregiem chorób, w tym z chorobami neurodegeneracyjnymi (np. chorobą Alzheimera), zakażeniami wirusowymi i chorobami charakteryzującymi się zbyt gwałtowną reakcją systemu immunologicznego, takimi jak alergie, astma i choroby autoimmunologiczne. Niektóre niedawno przeprowadzone badania wskazują na potencjalną skuteczność w zwalczaniu otyłości. Zupełnie dobrze udokumentowano potencjał kolostryniny jako środka poprawiającego sprawność umysłu.
Przeprowadzono poważne badania nad potencjalną skutecznością kolostryniny w chorobie Alzheimera, najczęściej występującej chorobie otępiennej. W chorobie tej pojawiają się blaszki starcze, zbudowane głównie z zagregowanego beta-amyloidu (Aß) oraz wewnątrzkomórkowe splątki neurofibrylarne zawierające cytoszkieletalne białko tau.
W 2002 roku zakończono ponad 30-tygodniowe badanie kliniczne kolostryniny z grupą kontrolną otrzymującą placebo. W badaniu wzięło udział 105 osób cierpiących na chorobę Alzheimera, a wyniki wydają się wskazywać na skuteczność substancji u znaczącej części leczonych pacjentów. Przy zastosowaniu analizy odpowiedzi ogółem wyniki wykazują, że u ok. 40% pacjentów otrzymujących kolostryninę po 15 tygodniach terapii wystąpiła stabilizacja lub poprawa. Po 30 tygodniach leczenia u 33% pacjentów nadal występowała stabilizacja lub poprawa, aczkolwiek w 15 tygodniu badania wyniki terapeutyczny byłe nieco lepsze. W trakcie badania pacjentom podawano co drugi dzień przez trzy tygodnie 100 mikrogramów kolostryniny, następnie następowała dwutygodniowa przerwa w podawaniu kolostryniny.
Niedawne badanie przeprowadzone przez Froud i in., a opublikowane w Journal of Alzheimer’s Disease, wykazało, że kolostrynina znacząco obniża wywołaną przez beta amyloid (Aß) cytotoksyczność, łagodzi skutki wywołanej przez beta amyloid (Aß) cytotoksyczności oraz powoduje znaczące obniżenie podwyższonego poziomu enzymu antyoksydacyjnego SOD1.
Zakończone w 2005 roku badanie in-vitro wykazało, że kolostrynina może wydłużać okres życia komórek wyizolowanych z wsobnie hodowanych myszy wykazujących skłonności do szybszego starzenia się i przedwczesnej śmierci. Badanie to wykazało wpływ kolostryniny na mitochondrie komórek wyizolowanych ze szczepów myszy wrażliwych na szkodliwe czynniki zewnętrzne (SAMP1) oraz myszy odpornych na szkodliwe czynniki zewnętrzne (SAMR1). Zgodnie z uzyskanymi danymi, komórki myszy SAMP1 wytwarzają większe ilości reaktywnych form tlenu (ROS), wykazują zaburzenia funkcjonowania mitochondriów i krótszy okres życia w porównaniu z komórkami pochodzącymi z myszy SAMR1. Dodanie do komórek SAMP1 kolostryniny znacząco obniżyło poziom reaktywnych form tlenu (ROS), znormalizowało funkcjonowanie mitochondriów i wydłużyło okres życia do zbliżonego do okresu życia komórek SAMR1. Następnie, działanie zaobserwowane w badaniu in-vitro zauważono również u myszy.
Kolejne badanie wykazało, że kolostrynina wywołuje odrost neurytów komórek guza chromochłonnego i hamuje wywołaną przez beta amyloid apoptozę. Wywołany kolostryniną odrost neurytów wydaje się aktywować ścieżki sygnałowe wspólne dla proliferacji i różnicowania komórek, oraz mediuje szerokie spektrum aktywności, podobnie jak hormony i znane czynniki wzrostu nerwów. Powyższe ustalenia zdają się sugerować, że leczenie kolostryniną może kontrolować ekspresję genów biorących udział we wzroście, zachowaniu i regeneracji neuronów ośrodkowego układu nerwowego, co może z kolei wyjaśniać polepszenie stanu zdrowia chorych na chorobę Alzheimera z łagodnym – do umiarkowanego otępieniem, obserwowane w trakcie leczenia kolostryniną.
Kolejne badanie przeprowadzone na jednodniowych kurczakach wykazało poprawę pamięci długoterminowej. Badanie przeprowadzone na Wydziale Medycznym University of Texas i opublikowane w marcu 2008 roku na łamach International Archives of Allergy and Immunology wykazało, że kolostrynina nie wykazuje działania alergizującego i może zapobiegać alergicznym stanom zapalnym, wywołanym przez pospolite alergeny występujące w domu i na dworze. W badaniu tym wykorzystano dobrze zbadany model alergicznego zapalenia przy ekspozycji oddechowej u myszy. Kolostrynina (podawana doustnie, przez nos, śródotrzewnowo) znacząco obniżyła produkcję IgE/IgG1, eozynofilię dróg oddechowych, produkcję mucyny i nadwrażliwość wywołaną alergogennymi ekstraktami z pyłków ambrozji i roztoczy kurzu domowego. W przeciwieństwie do kolostryniny siara wywoływała reakcje alergiczne.

## Potencjalne zapobieganie starzeniu
Badanie z 2006 roku opublikowane na łamach Journal of Experimental Therapeutics and Oncology wskazuje, że kolostrynina może mieć wpływ na proces starzenia – poprzez obniżenie częstotliwości samoistnych i indukowanych mutacji DNA komórek. Takie zmiany DNA związane są z procesem starzenia. Badanie przeprowadzone na komórkach ludzkich i komórkach chomików, poświęcone było wpływowi kolostryniny na częstotliwość określonych mutacji DNA występujących samoistnie i pod wpływem różnorodnych czynników chemicznych i fizycznych. W komórkach poddanych stresowi oksydacyjnemu, kolostrynina obniżyła częstotliwość mutacji wywołanych przez reaktywne formy tlenu (ROS), zależnie od dawki kolostryniny, prawie do poziomu tła. W podobny sposób kolostrynina obniżyła częstotliwość mutacji spowodowanych dwoma czynnikami mutagennymi – metanosulfonianem metylu i mitomycyną (ten ostatni związek stosowany jest w chemioterapii nowotworów). Warty odnotowania jest fakt, że kolostrynina obniża częstotliwość mutacji wywołanych promieniami UVA i UVB. Te szkodliwe promienie zawarte są w naturalnym świetle słonecznym. Promienie UVA odgrywają rolę w powstawaniu złośliwego czerniaka, a promienie UVB są główną przyczyną kolczystokomórkowego raka skóry. Istnieją przypuszczenia, że kolostrynina wykazuje działanie zwalczające mutacje, dzięki wielu mechanizmom, redukując ilość reaktywnych form tlenu wewnątrz komórek, zapobiegając uszkodzeniom DNA, a także zwiększając skuteczność naturalnych mechanizmów naprawy DNA.

## Toksyczność
W większości opublikowanych badań na zwierzętach występuje niewiele wzmianek na temat toksyczności, co może oznaczać, że kolostrynina wykazuje niską toksyczność. Zasadniczo, w badaniach klinicznych kuracja kolostryniną była dobrze tolerowana zarówno u ludzi, jak i u zwierząt ewentualnie występujące skutki uboczne były łagodne i przemijające.

## Stosowanie przez ludzi
Kolostrynina jest dostępna w formie tabletek lub kapsułek w wielu krajach świata, w których jest sprzedawana bez recepty jako suplement diety, pod różnymi nazwami handlowymi np. CogniSure, Colostrinin, Cognase.

## Profilaktyka
Jak dotąd jest to jedyny na świecie preparat, który można podawać także profilaktycznie, najlepiej osobom po 50. roku życia: hamuje odkładanie się złogów amyloidowych, które powodują zaburzenia pamięci i osobowości – mówi prof. Antoni Polanowski, biochemik z Uniwersytetu Wrocławskiego, jeden z twórców przemysłowej metody otrzymywania kolostryniny.

Przeczytaj ostrzeżenie dotyczące informacji medycznych i pokrewnych zamieszczonych w Wikipedii.